# Jean-François Hollier
Jean-François Hollier est un peintre de portraits en miniature, à l’aquarelle et à la sépia, né à Chantilly en 1772 et mort à Paris le 4 juin 1845.

## Biographie
Actif à Paris, il expose aux Salons de 1802 à 1826,. Il termine sa carrière en 1840. Son atelier était situé 27 rue Haudeville, faubourg Poissonnière en 1810 puis 56 rue de Provence à partir de 1817.
Il fut élève de David et d’Isabey. "Il avait puisé à l’école de ces deux maîtres toutes les bonnes traditions du savoir et de l’élégance. Aussi ses débuts dans la carrière furent-ils marqués par des succès de bon aloi qui attachèrent à son nom une vogue longtemps soutenue. Il marchait presque immédiatement après Isabey. Presque tous les personnages marquants de l’empire voulurent avoir leurs portraits exécutés par lui ; les femmes surtout se précipitaient en foule dans son atelier, car au talent de miniaturiste habile il joignait cet esprit, cette amabilité, cette grâce qui sont en quelque sorte des qualités indispensables à l’artiste lorsqu’il se livre à la peinture des portraits (…). Hollier réunissait tout ce qu’il faut pour plaire, et de plus il avait un talent incontestable".
Il fut le maître d’Inès Esménard et d'Ernest-Joseph Angelon Girard.
Il fut peintre de figures sur porcelaine pour la manufacture de Sèvres en 1816-1817 où selon certains critiques "il se faussa quelque peu la main"
Lors du salon de 1817, il obtint une médaille d’or, et une seconde en 1824.
Il est possible qu’il soit le peintre et professeur de dessin à Soissons, cité en 1821, comme ayant effectué la conservation et la restauration du tableau de Rubens représentant l’adoration des bergers devant la crèche qui se trouve dans la cathédrale de Soissons.
Le nombre des portraits qu’il exécuta est immense. La critique jugera que "ses ivoires sont durs, métalliques, luisants, en dépit d’une science très réelle et d’un sentiment assez élevé dans l’expression des figures".
Plusieurs de ses miniatures, dont les portraits de Talma en Sylla et de Mlle Duchesnois, ont été gravées par Antoine Aubert, graveur sourd-muet élève d’Alexandre Tardieu.
"Pendant près de trente ans la fortune ne cessa de lui sourire. Mais, peu soucieux de l’avenir, imprévoyant comme la plupart des artistes, il dépensait avec facilité ce qu’il gagnait facilement. La vieillesse arriva, les portraits diminuèrent, et les ressources avec eux ; les charges, au contraire, avaient augmenté, car, voulant faire une fin exemplaire, il s’était marié. À la fin de sa vie, se trouvant dans un état voisin de l’indigence, il tient un atelier de dames, et donna des leçons particulières de peinture et de perspective qu’il avait étudié, malgré son âge déjà avancé, à l’école de M. Thénot. Vainement il a sollicité de la direction des beaux-arts à l’Intérieur la pension la plus minime, il fut toujours impitoyablement refusé. Cette pension lui eut été cependant d’un grand secours car il était devenu presque aveugle",.
Après son décès, une vente de miniatures, de dessins, d’estampes est effectuée à Paris le 26 novembre 1845.

## Liste de ses œuvres
- Fleury dans sa prison, peinture, salon de 1796[14].
- Portrait de Mlle Émilie, artiste de l’Opéra, miniature, salon de 1804[15].
- Portrait de Mlle Volnais, sociétaire du Théâtre-Français, grande miniature, salon de 1804[3],[4],[15].
- Un jeune écolier, salon de 1804 [15].
- Plusieurs portraits sous le même numéro, salon de 1806[15].
- Portrait de Talma, artiste du Théâtre-Français, salon de 1806[15].
- Portrait de M. Carre, docteur en médecine, salon de 1806[15].
- Portrait de Mlle Duchesnois avec un carquois et une couronne antique, dans le rôle de Didon, sociétaire du Théâtre-Français, grande miniature, salon de 1806[13],[15]. Pour ce portrait, il essuya "les critiques de Chaussard, auteur pointilleux du Pausanias[16], lequel estime la pose trop raide quand Mme Duchesnois valait surtout par la nonchalance et le déhanchement voluptueux du buste"[3],[4].
- Portrait de M… , salon de 1806[15].
- Portrait du maréchal Ney, grande miniature, salon de 1808[3],[15].
- Portrait de M. Fleury, miniature, salon de 1808[13],[15].
- Un petit paysan, salon de 1808[15].
- Portrait de M. Leca, salon de 1808[15].
- Portrait de Mlle Mezeray, actrice du Théâtre-Français, miniature, salon de 1808[4],[15].
- Portrait de Mme la princesse de Radziville, grande miniature, salon de 1810, œuvre référencée no 421[17].
- Portrait de M. le comte de Lobau, général aide de camp de S. M. l’Empereur, salon de 1810, œuvre référencée no 422[15],[17].
- Portrait de M. du Choiseul St(a)inville, capitaine aide de camp, mort à l’armée à Vienne en 1809, grande miniature, salon de 1810, œuvre référencée no 423[3],[15],[17].
- Portrait de M. Lafond, acteur du Théâtre-Français, salon de 1810, œuvre référencée no 424[15],[17].
- Portrait de S. Em. Mgr le cardinal Maury, archevêque de Paris, salon de 1812[15].
- Portrait de Mme la comtesse de M…, dame du palais, salon de 1812[15].
- Portrait de Mlle Boissière ou Boissieu, artiste du Théâtre-Français, salon de 1812[4],[15].
- Portrait de Mme la baronne Blondeau, salon de 1814[15].
- Portrait de Mme Michelot, actrice du Théâtre-Français, miniature, salon de 1814[4],[15].
- Portrait de M. Lafond, acteur du Théâtre-Français, salon de 1814[15].
- Portrait de Talma, du Théâtre-Français, salon de 1814[15].
- Portrait de Mme la comtesse Dev…, salon de 1817, œuvre référencée no 427[18].
- Portrait de Mlle Ozama Esm…, salon de 1817, œuvre référencée no 428[15],[18].
- Portrait sur porcelaine de S. M. l’Empereur de Russie, d’après Isabey, salon de 1817, œuvre référencée no 429[15],[18].
- Plusieurs portraits, salon de 1817, œuvre référencée no 430[15],[18].
- Étude d’après Mlle Ozama d’Esm…, salon de 1819[15].
- Portrait de Mme Paradol, du Théâtre-Français dans le rôle de Sémiramis, miniature, salon de 1819[4],[13],[15].
- Portrait de M. L… officier, salon de 1819[15].
- Plusieurs portraits, même numéro, salon de 1819[15].
- Portrait de Clémentine d’Orléans (1817-?), duchesse de Saxe-Cobourg-Gotha, vers l'âge de deux ans, miniature sur ivoire, c. 1819, 11 × 9,6 cm, Musée Condé à Chantilly, numéro d'inventaire : OA 1370 ; Inv. miniatures no 66
- Plusieurs miniatures, salon de 1822, œuvre référencée no 709[19].
- Portrait de Mlle A. G…, de l’Académie royale de musique, grande miniature, salon de 1824, œuvre référencée no 915[20].
- Portrait de M. A…, grande miniature, salon de 1824, œuvre référencée no 916[20].
- Portrait de M. F…, grande miniature, salon de 1824, œuvre référencée no 917[20].
- Portrait de Mme M…, grande miniature, salon de 1824, œuvre référencée no 918[20].
- Portrait de l’Infante d’Espagne Dona Louisa Carlotta, salon de 1824[15].
- Portrait de femme brune à la croix noire et or, miniature, gouache sur ivoire, 1830, 4,8 × 3,9 cm, cadre par Valette, fabricant de cadres, 41 rue Croix-des-Petits-Champs, Musée Antoine Lécuyer à Saint Quentin, numéro d'inventaire : 1977.3.10 ; L 1010 (N° radié)
- Marie-Amelie, Queen of the French, with coiled fair hair, wearing a large red hat trimmed with bows… , miniature, c. 1830, 8,2 cm, vente Sotheby's London, 9 juin 1994, lot 67.
- Miniatures et aquarelles, salon de 1831, même numéro[15].
- Portrait de Louis-Philippe (1773-1850), miniature sur ivoire, non daté, 6,8 × 5,6 cm, Musée Condé à Chantilly, numéro d'inventaire : OA 1738
- Portrait of a girl in a blue dress, miniature sur ivoire, non daté, 5,5 × 4 cm, vente Dorotheum Vienne, 4 novembre 2011, lot 375.
- Portrait de l’acteur François-Joseph Talma, bronze doré, non daté, 10 × 8,5 cm, vente Tajan Paris, 17 octobre 2003, lot 145.
- A Lady, wearing low-cut white dress, with high waist and spotted sleeves, miniature, non daté, 6,4 cm, vente Bonhams (GB), lot 109.
- Beautiful young woman, miniature sur ivoire, non daté, 8,2 × 6,6 cm, vente Koller auctions (Suisse), septembre 2007, lot 1907.
- Portrait of a gentleman, miniature en pastel, non daté, 6.75 × 5 pouce, vente John Nicholsons (GB), 2011, lot 2094.
- Portrait de Mlle Mars, miniature, non daté[4].
- Portrait de Mlle Inès Esmenard, miniature, non daté[4].
- Portrait de Adelaïde Marie Rogres Lusignan de Champignelles, Vve de Louis Joseph Mis de Douhaus, tournée ¾ à gauche, extrait d’un mémoire sur « la femme sans nom », non daté, gravé en estampe par J. L. Benoist dit le Jeune[21].